# Mitchel Malyk
Mitchel Malyk (ur. 7 października 1995 w Calgary) – kanadyjski saneczkarz, brązowy medalista mistrzostw świata.

## Kariera
Największy sukces w karierze osiągnął w 2016 roku, kiedy wspólnie z Alex Gough, Tristanem Walkerem i Justinem Snithem zdobył brązowy medal w zawodach drużynowych na mistrzostwach świata w Königssee. Na tych samych mistrzostwach był też ósmy w sprincie jedynek. Pierwszy raz na podium zawodów Pucharu Świata stanął 14 lutego 2016 roku w Altenbergu, zajmując drugie miejsce w zawodach drużynowych. W 2014 roku wystąpił na igrzyskach olimpijskich w Soczi, zajmując 26. miejsce w jedynkach.